# Michal Ramik
Michal Ramik (*  7. března 2003 Český Těšín) je profesionální český lední hokejista, hrající na pozici útočníka. Od roku 2020 hraje za klub HC Frýdek-Místek.

## Hráčská kariéra
Michal Ramik je odchovancem třineckého hokeje. Prošel všemi mládežnickými týmy Třince až po juniorský tým, se kterým získal v sezóně 2022/2023 stříbrné medaile v extralize juniorů, v sezóně 2023/2024 pak získal zlato. V roce 2021 si připsal svůj první start v nejvyšší české soutěži za svůj mateřský klub HC Oceláři Třinec. Od roku 2020 hraje rovněž za partnerský klub HC Frýdek-Místek.
Za Českou hokejovou extraligu poprvé nastoupil 7. února 2021 v utkání HC Oceláři Třinec proti RI Okna Berani Zlín

### Reprezentace
V letech 2018 až 2023 odehrál čtyřicet tři zápasů za mládežnické výběry Česka, ve kterých nastřílel devět gólů a na dalších osm nahrál.